# Cyathea grayumii
Cyathea grayumii är en ormbunkeart som beskrevs av A. Rojas. Cyathea grayumii ingår i släktet Cyathea och familjen Cyatheaceae. Inga underarter finns listade.